# Тешине, Андре
Андре́ Тешине́ (фр. André Téchiné; род. 13 марта 1943, Валанс-д’Ажен, Франция) — французский кинорежиссёр и сценарист, кинокритик.

## Биография
Андре Тешине родился в маленьком городке Валанс-д’Ажен, на юге Франции, в Пиренеях. Его семья, испанского происхождения, владела небольшим бизнесом по производству сельскохозяйственного оборудования. С 1952 по 1959 год он учился в католической школе-интернате в Монтобане. По воскресеньям разрешалось покидать стены школы, и юный Тешине ходил в кино. Затем Тешине учился в светской государственной школе, а в 19 лет уехал в Париж, чтобы посвятить себя кинематографии.
Некоторое время Андре Тешине работал во французском журнале о кино Cahiers du Cinéma, в котором в разные периоды работали режиссёры французской «новой волны». Преподавал в Высшей школе кинообразования (IDHEC). Работал ассистентом у Ж. Риветта. Дебютировал в кино в 1969 году картиной «Полина уходит» (Paulina s’en va).
С начала 1970-х начинает снимать собственные картины. Самые известные работы режиссёра: «Сёстры Бронте» (1979), «Свидание» (1985, премия Каннского кинофестиваля за лучшую режиссуру), «Я не целуюсь» (1991), «Дикие тростники» (1994, четыре премии «Сезар», в том числе за лучший фильм и лучшую режиссуру).

## Фильмография

### Режиссёр
- 1969 — Полина уходит / Paulina s’en va
- 1975 — Воспоминания о Франции / Souvenirs d’en France
- 1976 — Барокко / Barocco
- 1979 — Сёстры Бронте / Les Sœurs Brontë
- 1981 — Отель «Америка» / Hôtel des Amériques
- 1985 — Свидание / Rendez-vous
- 1986 — Место преступления / Le Lieu du crime
- 1987 — Невинные / Les Innocents
- 1991 — Я не целуюсь / J’embrasse pas
- 1993 — Любимое время года / Ma saison préférée
- 1994 — Дикий тростник / Les Roseaux sauvages
- 1996 — Воры / Les Voleurs
- 1998 — Алиса и Мартен / Alice et Martin
- 2001 — Далеко / Loin
- 2003 — Заблудшие / Les Égarés
- 2004 — Повернуть время вспять / Les Temps qui changent
- 2007 — Свидетели / Les Témoins
- 2009 — Девушка из электрички / La Fille du RER
- 2011 — Неоконченный роман / Impardonnables
- 2016 — Когда тебе семнадцать / Quand on a 17 ans
- 2017 — Наши сумасшедшие годы / Nos années folles
- 2018 — Прощай ночь / L'Adieu à la nuit
- 2023 — Les âmes soeurs (ранее известный как Les Pieds sur terre)[4]

### Сценарист
- 1975  — Aloïse, Лилиани де Кермадек (Liliane de Kermadec)
- 1983  — Hughie, Фредерикa компена (Frédéric Compain)
- 1991  — Плохая дочь / Mauvaise Fille, Режиса Франа (Régis Franc)
- 1996  — Трансатлантический / Transatlantique, Кристины Лоран (Christine Laurent)
- 2001  — Кафе на пляже / Café de la plage, Беноа Граффена (Benoît Graffin)

### Актёр
- 1969 — Поддержка / L'Accompagnement Жана-Андре Фиески (Jean-André Fieschi)
- 1973 — Мамочка и шлюха / La Maman et la Putain Жана Эсташа
- 1985 — Синематон / Cinématon Жерара Курана[фр.]
- 1988 —  Министерства искусства / Les Ministères de l'art Филиппа Гарреля

## Театральные работы

### Режиссер
- 1969  —  Шантаж в театре / Un chantage au théâtre Дачии Мараини, Théâtre des Mathurins, Париж